# 穆艾
穆艾（法語：Mouais，法語發音：[mwɛ] ⓘ）是法国大西洋卢瓦尔省的一个市镇，位于该省北部，属于沙托布里扬-昂斯尼区。

## 地理
穆艾（47°41'44"N, 1°38'40"W）面积9.93 平方千米，位于法国卢瓦尔河地区大区大西洋卢瓦尔省，该省份为法国西北部沿海省份，位于布列塔尼半岛东南部，北起伊勒-维莱讷省，西北接莫尔比昂省，西临大西洋，南至旺代省，东临曼恩-卢瓦尔省。
与穆艾接壤的市镇（或旧市镇、城区）包括：拉多米讷莱、大富日赖、代尔瓦勒、吕桑热、锡永莱米讷。

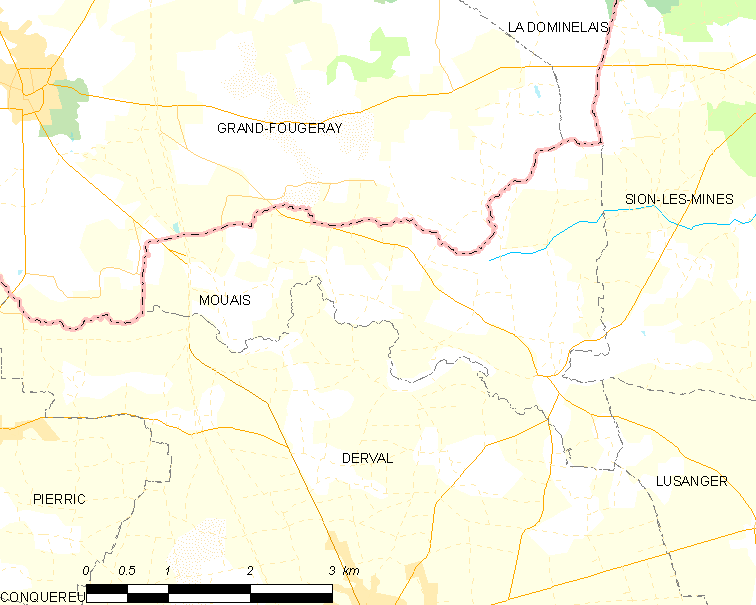
穆艾的OSM定位图

穆艾的时区为UTC+01:00、UTC+02:00（夏令时）。

## 行政
穆艾的邮政编码为44590，INSEE市镇编码为44105。

## 政治
穆艾所属的省级选区为盖姆内庞福县。

## 人口

1962-2008年间穆艾人口变化图示

穆艾于2022年1月1日时的人口数量为356人。